# バレーボールブラジル女子代表
バレーボールブラジル女子代表（バレーボールブラジルじょしだいひょう）は、バレーボールの国際大会で編成されるブラジルの女子バレーボールナショナルチーム。
国旗にも用いられている黄色（カナリアイエロー）を基調としたユニフォームの配色（残りの色は紺色や青や緑色を使用してきた）から同国サッカー女子代表と同様、「カナリア軍団」と呼ばれることもある。

## 歴史
1947年に国際バレーボール連盟へ加盟。南米選手権で優勝16回、ワールドグランプリで優勝8回を飾っているブラジルは南米を代表する強豪である。1994年世界選手権で三大大会初の銀メダルを獲得し、1996年アトランタオリンピック、2000年シドニーオリンピックで2大会連続銅メダルを獲得した。
2003年にギマラエス監督が就任し、同年11月のワールドカップにおいて復活の銀メダルを獲得した。
2004年アテネオリンピックでメダルを逃した後、2005年に入るとベテラン勢が代表から退き、それまでのブラジルを支えた中心が一気に入れ替わった。モントルーバレーマスターズで優勝、ワールドグランプリで2連覇を果たし、2005年南米選手権では1セットも落とすことなく優勝した。2005年ワールドグランドチャンピオンズカップでは、初戦で中国に逆転勝ちを収めるとその勢いのまま全勝優勝を飾った。2005年の国際大会は全てブラジルが優勝した。
2006年に入るとどこからでも攻撃できる立体バレーは完成度を益々上げていった。モントルーバレーマスターズで2連覇を飾り、この直後イタリアのクールマイヨール国際2006、パンアメリカンカップ2006でも優勝。ワールドグランプリは大会初の全勝優勝で3連覇を達成した。2006年世界選手権では全勝で決勝へ進出し、「高さのロシア」と「技術のブラジル」との戦いとなったがロシアの前に敗れ準優勝に終わった。FIVBランキングは中国を抜いたものの、ロシアに抜かれ2位のままとなった。
2007年ワールドカップで準優勝し、8大会連続となるオリンピック出場権を獲得するとともに大会後の11月16日付のFIVBランキングでついに1位となった。
2008年8月、北京オリンピックにおいて念願の金メダルを獲得した。
2010年世界選手権では全勝で決勝へ進出し、前回大会と同じロシアとの対戦となったがフルセットの末逆転で敗れ、またも準優勝に終わった。
2011年ワールドカップは8勝3敗であったが、日本にストレートで敗れるなど不調が続き5位に終わった。
2012年のロンドンオリンピックでは、予選プールBで3勝2敗と苦戦しながらも4位通過を果たし、決勝ではアメリカに3-1で下し大会2連覇を果たした。
2013年ギマラエス監督が就任して10年となり、リオデジャネイロ五輪での3連覇を至上命令として再スタートした。各国が世代交代を推進する中、オリンピック金メダリスト7人を残して挑んだFIVBワールドグランプリで4年ぶりに女王の座に返り咲いた。同年11月のグランドチャンピオンズカップでは、8年ぶりの優勝を果たした。
2016年、地元開催のリオ五輪では予選ラウンドを全勝突破するも、準々決勝で中国にフルセットで敗れベスト8止まりとなった。2021年の東京オリンピックでは決勝でアメリカと対戦したが、ストレート負けを喫し銀メダルに終わった。
2023年に行われたパリ五輪予選では最終戦で日本にフルセットの激戦で勝利し、出場決定。本戦では準決勝でアメリカにフルセットで敗れたものの、3位決定戦でトルコに勝利し、銅メダルを獲得した。

## 過去の成績

### オリンピックの成績
| - 1964年 - 予選敗退 - 1968年 - 予選敗退 - 1972年 - 予選敗退 - 1976年 - 予選敗退 - 1980年 - 7位 - 1984年 - 7位 | - 1988年 - 6位 - 1992年 - 4位 - 1996年 - 銅メダル - 2000年 - 銅メダル - 2004年 - 4位 - 2008年 - 金メダル | - 2012年 - 金メダル - 2016年 - 5位 - 2020年 - 銀メダル - 2024年 - 銅メダル |

### 世界選手権の成績
| - 1952年 - 不参加 - 1956年 - 11位 - 1960年 - 5位 - 1962年 - 8位 - 1967年 - 予選敗退 - 1970年 - 13位 - 1974年 - 15位 - 1978年 - 7位 | - 1982年 - 8位 - 1986年 - 5位 - 1990年 - 7位 - 1994年 - 準優勝 - 1998年 - 4位 - 2002年 - 7位 - 2006年 - 準優勝 - 2010年 - 準優勝 | - 2014年 - 3位 - 2018年 - 7位 - 2022年 - 準優勝 |

### ワールドカップの成績
| - 1973年 - 9位 - 1977年 - 予選敗退 - 1981年 - 8位 - 1985年 - 6位 - 1989年 - 予選敗退 - 1991年 - 8位 | - 1995年 - 準優勝 - 1999年 - 3位 - 2003年 - 準優勝 - 2007年 - 準優勝 - 2011年 - 5位 - 2015年 - 不出場 | - 2019年 - 4位 |  |

### 南米選手権の成績
| - 1951年 - 優勝 - 1956年 - 優勝 - 1958年 - 優勝 - 1961年 - 優勝 - 1962年 - 優勝 - 1967年 - 準優勝 - 1969年 - 優勝 - 1971年 - 準優勝 - 1973年 - 準優勝 - 1975年 - 準優勝 - 1977年 - 準優勝 - 1979年 - 準優勝 - 1981年 - 優勝 | - 1983年 - 準優勝 - 1985年 - 準優勝 - 1987年 - 準優勝 - 1989年 - 準優勝 - 1991年 - 優勝 - 1993年 - 準優勝 - 1995年 - 優勝 - 1997年 - 優勝 - 1999年 - 優勝 - 2001年 - 優勝 - 2003年 - 優勝 - 2005年 - 優勝 - 2007年 - 優勝 | - 2009年 - 優勝 - 2011年 - 優勝 - 2013年 - 優勝 - 2015年 - 優勝 - 2017年 - 優勝 - 2019年 - 優勝 - 2021年 - 優勝 - 2023年 - 優勝 |  |

### ワールドグランプリの成績
| - 1993年 - 4位 - 1994年 - 優勝 - 1995年 - 準優勝 - 1996年 - 優勝 - 1997年 - 5位 - 1998年 - 優勝 - 1999年 - 準優勝 | - 2000年 - 3位 - 2001年 - 5位 - 2002年 - 4位 - 2003年 - 5位 - 2004年 - 優勝 - 2005年 - 優勝 - 2006年 - 優勝 | - 2007年 - 5位 - 2008年 - 優勝 - 2009年 - 優勝 - 2010年 - 準優勝 - 2011年 - 準優勝 - 2012年 - 準優勝 - 2013年 - 優勝 | - 2014年 - 優勝 - 2015年 - 3位 - 2016年 - 優勝 - 2017年 - 優勝 |

### ネーションズリーグの成績
- 2018年 - 4位
- 2019年 -  準優勝
- 2021年 -  準優勝
- 2022年 -  準優勝
- 2023年 - 5位
- 2024年 - 4位

### グラチャンの成績
- 1997年 - 3位
- 2001年 - 4位
- 2005年 - 優勝
- 2009年 - 準優勝
- 2013年 - 優勝
- 2017年 - 準優勝

## 現在の代表
2024年パリオリンピックのロスター
| 監督 | ジョゼ・ギマラエス               | ジョゼ・ギマラエス | ジョゼ・ギマラエス                     | ジョゼ・ギマラエス | ジョゼ・ギマラエス | ジョゼ・ギマラエス |
| No.  | 選手名                           | 身長               | 所属                                   | P                  | 備考               |                    |
| 1    | ニエメ・コスタ                   | 175                | ジェルダウ・ミナス                     | L                  |                    |                    |
| 2    | ディアナ・ドゥアルテ             | 194                | テュルク・ハワ・ヨルラル               | MB                 |                    |                    |
| 3    | マクリス・カルネイロ             | 183                | プライア・クルーベ                     | S                  |                    |                    |
| 6    | タイーザ・ダエル                 | 196                | ジェルダウ・ミナス                     | OH                 |                    |                    |
| 7    | ロザマリア・モンチベレル         | 185                | デンソー・エアリービーズ               | OH                 |                    |                    |
| 9    | ロベルタ・ラツキ                 | 185                | LKS・ロシュ                            | S                  |                    |                    |
| 10   | ガブリエラ・ギマラエス           | 176                | ワクフバンクSK                         | WS                 | キャプテン         |                    |
| 12   | アナ・クリスティーナ・デ・ソウザ | 175                | フェネルバフチェ・ユニバーサル         | OH                 |                    |                    |
| 14   | ナタリア・アラウージョ           | 162                | プライア・クルーベ                     | WS                 |                    |                    |
| 15   | アナ・ダシウバ                   | 183                | サヴィーノ・デルベーネ・スカンディッチ | MB                 |                    |                    |
| 17   | ジュリア・バーグマン             | 191                | テュルク・ハワ・ヨルラル               | OH                 |                    |                    |
| 19   | タイナラ・サントス               | 190                | プライア・クルーベ                     | OP                 |                    |                    |
| 24   | ロレンネ・テイシェイラ           | 187                | オザスコ・バレーボールクラブ           | OP                 |                    |                    |

## 歴代代表選手
★マークはバレーボール殿堂入りのプレーヤー。
| - アナ・モーゼ★ - エリア・ソウザ★ - フェルナンダ・ベンツリーニ - マルシア・クーニャ - アナ・パウラ・コネリー - バーナ・ディアス - リカルダ・リマ - レイラ・バロス - イルマ・カルデイラ - アナ・ベアトリス・シャガス - ジャニナ・コンセイソン - アルレネ・シャビエル - カリン・ロドリゲス - バレスカ・メネセス - ラケル・シルバ - カロリナ・アルブケルケ - エリザンジェラ・オリベイラ | - バレウスカ・オリベイラ - エリカ・コインブラ - ファビアナ・オリベイラ - パウラ・ペケーノ - レナタ・コロンボ - カロリネ・ガッタス - ジョゼファ・ファビオラ・ソウザ - シェイラ・カストロ - マリアーネ・ステインブレシェル - ジャケリネ・カルバリョ - ファビアナ・クラウジノ - タイーザ・メネセス - ジョイセ・シルバ - アナ・チエミ・タカギ - モニーキ・パボン - フェルナンダ・ガライ・ロドリゲス - ダニエル・リンス | - ナタリア・ペレイラ - カミラ・ブライト - タンダラ・カイシェタ - マクリス・カルネイロ - ロベルタ・ラツキ - ガブリエラ・ギマラエス - スエリ・オリベイラ - マリアナ・コスタ - ロザマリア・モンチベレル - ロレンネ・テイシェイラ - ドルシラ・コスタ - ナタリア・アラウージョ - タイナラ・サントス - ニエメ・コスタ - ジュリア・バーグマン - ジュリア・クジュス - アナ・クリスティーナ・デ・ソウザ |